# Beffe, licenzie et amori del Decamerone segreto
Beffe, licenzie et amori del Decamerone segreto è un film erotico del 1972, diretto da Walter Pisani (alias Giuseppe Vari)

## Trama
Il saltimbanco cantastorie Cecco Angiolieri riesce a conquistare con i suoi trucchi delle donne ritenute "impossibili": monache, nobildonne, fidanzate e coniugate.